# ۴ اوت
۴ اوت در تقویم گرگوری، دویست و شانزدهمین (در سال‌های کبیسه دویست و هفدهمین) روز سال است. ۱۴۹ روز تا پایان سال باقی است.

## رویدادها
- ۱۵۷۸ - نبرد القصر الکبیر در نزدیکی شهری به همین نام در شمال مغرب با شکست پرتغالی‌ها از مسلمانان و کشته‌شدن سباستین اول، پادشاه این کشور به پایان رسید.
- ۱۹۱۴ - در پی حمله امپراتوری آلمان به بلژیک در جریان جنگ اول جهانی، بریتانیا به این کشور اعلان جنگ داد.
- ۱۹۷۲ - ایدی امین، رئیس‌جمهور اوگاندا اعلام کرد کشورش به زودی ۵۰۰۰۰ آسیایی که با پاسپورت بریتانیا در این کشور اقامت دارند را اخراج خواهد کرد.
- ۱۹۸۴ - در جریان سیاست‌های ضد استعماری توماس سانکارا، رئیس‌جمهور این کشور نام جمهوری ولتای علیا به بورکینافاسو به‌معنای «سرزمین مردم فسادناپذیر» تغییر کرد و پرچمی برگرفته از رنگ‌های پان آفریکن برای این کشور برگزیده گردید.
- ۲۰۰۷ - ناسا کاوشگر فینیکس را به سوی مریخ پرتاب کرد.

## زادروزها
- ۱۸۵۹ - کنوت هامسون، نویسنده نروژی (اوپلاند، نروژ)
- ۱۸۰۵ - سر ویلیام روآن همیلتون ریاضیدان و فیزیک‌دان ایرلندی.
- ۱۹۳۰ - علی سیستانی مرجع تقلید شیعه ایرانی.
- ۱۹۴۱ - فین تیسن ایران‌شناس دانمارکی.
- ۱۹۶۱ - باراک حسین اوباما، حقوق دان و سیاست مدار آمریکایی و چهل و چهارمین رئیس‌جمهور ایالات متحده (۲۰۱۷–۲۰۰۹) (هونولولو، هاوایی، ایالات متحده)
- ۱۹۶۶ – رولف فورر، دوچرخه‌سوار اهل سوئیس

## درگذشت‌ها
- ۱۸۷۵ - هانس کریستین آندرسن، نویسنده وشاعر دانمارکی (کپنهاگ، دانمارک)
- ۱۹۲۳ – ادوارد توماس هنری هاتون، نظامی اهل بریتانیا (ز. ۱۸۴۸)
- ۲۰۰۴ - حسین پناهی، هنرپیشه ایرانی (تهران، ایران)